# Кхетлал (подокруг)
Кхетлал (бенг. ক্ষেতলাল, англ. Khetlal) — подокруг на севере Бангладеш. Входит в состав округа Джайпурхат. Образован в 1847 году. Административный центр — город Кхетлал. Площадь подокруга — 142,6 км². По данным переписи 1991 года численность населения подокруга составляла 106 146 человек. Плотность населения равнялась 744 чел. на 1 км². Уровень грамотности населения составлял 25,2 %. Религиозный состав: мусульмане — 89,40 %, индуисты — 9,04 %, христиане — 0,41 %, прочие — 1,15 %.